# 全日本写真連盟
全日本写真連盟（ぜんにほんしゃしんれんめい、The All-Japan Association of Photographic Societies）は、写真愛好家の全国的組織。朝日新聞社の後援の下に、1926年に創設された。略称「全日写連」、または「AJAPS」。事務局は朝日新聞東京本社内。会員は全国で約2万人。「国際写真サロン」「全日本写真展」「日本の自然」の各写真コンテストを主催する。発足当初の機関誌は、「アサヒカメラ」だったが、現在の連盟機関誌は「フォトアサヒ」となっている。

## 組織の構成
組織構成は、各地の愛好者に近い順に、地域や職場、仲間、サークルなどで組織される支部、都道府県本部、全国4つの地域本部、総本部となっている。撮影会や写真展などは、主に、支部または都道府県本部で行うことが多い。
地域本部は、西部、関西、中部、関東の4地域別につくられ、写真コンテストなどを主催している。事務局は、西部、大阪、名古屋、東京の朝日新聞各本社内。
支部は、加入を希望する場合のみ所属し、それ以外は支部に所属せず個人会員として加盟できる。支部に所属しない個人会員は、都道府県本部から直接連絡がある。

## 注
1. ↑  入会のご案内全日本写真連盟サイト内
2. 1 2 3  全日写連の組織について全日本写真連盟サイト内